# Monument la mormântul ostașilor căzuți în 1944 (Milești)
Monumentul la mormântul ostașilor căzuți în 1944 este un monument amplasat în Milești, raionul Nisporeni, Republica Moldova. Este un monument istoric de importanță națională inclus în Registrul monumentelor Republicii Moldova ocrotite de stat cu nr. 917 (raionul Nisporeni). Datează din 1968.